# Raised on Robbery
«Raised on Robbery» es una canción de la cantautora canadiense Joni Mitchell. Fue publicado en noviembre de 1973 como el sencillo principal de su sexto álbum de estudio Court and Spark (1974).

## Escritura y temática
La letra trata sobre una prostituta que intenta ligar con un hombre sentado solo en un hotel. La prostituta le cuenta su vida, hasta que al final de la canción el hombre se marcha. El crítico musical de Los Angeles Times, Robert Hilburn, explica que aunque las letras son provocativas, están “lo suficientemente camufladas” para la radio AM, por ejemplo utilizando una metáfora de la cocina. Mike O'Connor de Journal News señaló que “la astuta letra de color sexual” de «Raised on Robbery» “ofrecen más pruebas de que Joni Mitchell ya no es una especialista en literatura inglesa que canta desde un pedestal. Ella es humana y recién ha comenzado a desarrollar todo su talento y potencial musical”.

## Composición y arreglos
La canción fue compuesta en un compás de 4
4 con un tempo de 161 pulsaciones por minuto y está escrita en la tonalidad de do mayor. Las voces van desde G3 a D5. «Raised on Robbery» tiene una estructura estrófica con un estribillo al final de cada verso, y una sección de introducción de cuatro líneas para describir el escenario y los personajes. La música es más comercial que gran parte de la música que Mitchell interpretó antes de lanzar esta canción, y el crítico de Allmusic William Ruhlmann la describe como “una melodía de rock absoluta”, aunque conserva el trabajo de guitarra acústica por el que Mitchell era conocido. Robbie Robertson de The Band toca la guitarra eléctrica en la canción para realzar la sensación de la música rock. Billboard describió la forma de tocar la guitarra como “funky” y dijo que las guitarras y los instrumentos de viento mantienen la música fluyendo. Según el profesor de música Lloyd Whitesell, Mitchell “emplea histrionismo vocal para retratar” a la prostituta y transmite sus personalidades atrevidas a través de “un tono vocal brillante y contundente y diapositivas sugerentes y extravagantes”.

## Recepción de la crítica
Un escritor no especificado de la revista Cash Box señaló que “un esfuerzo oscilante y contundente por parte de Joni es una rareza [...], pero valió la pena esperar por este”. Un escritor no especificado de la revista Record World escribió: “Joni apuesta por un ritmo de boogie-woogie, armonías ajustadas de los años 1930 y un gran respaldo instrumental en su espectacular nuevo sencillo”. El periodista musical John Peel, escribiendo para la revista Sounds, señaló que «Raised on Robbery» “está bellamente cantada y la letra está magníficamente observada y es muy realista”. Loraine Alterman de The New York Times calificó la canción como “rápida” y “atrevida”. Michael Watts de Melody Maker describe la canción como “alegre y ruda”, pero reconoce que “es una contradicción con el tono del resto del álbum”. Kurt Harju de Michigan Daily llamó a la canción el «Like a Rolling Stone» de Joni Mitchell.
El crítico de Richmond Times-Dispatch, A. B. Thumes, describió la canción como “la canción más ruidosa y apasionante que ella ha grabado, mientras que Mark Silva de Brown Daily Herald escribió: “Aunque «Raised on Robbery» es tan sutil como el sol en Ecuador, el pulido y la dulce moderación que son típicos de Joni Mitchell evitan que la canción sea ruidosa”. Kristi Hein de Marin Women’s News Journal la describió como “perfecta”, añadiendo: “ ¿Qué puedo decir? Se mueve, es irónico y duro—realmente no se parece a nada que haya hecho antes y seguro que funciona”.

## Revisión retrospectiva
El crítico musical Sean Nelson consideró «Raised on Robbery» como un tributo a canciones de rock and roll de la década de 1950 como «Shake, Rattle and Roll» y a intérpretes como Chuck Berry, pero no pensó que fuera muy convincente y dijo que sonaba “pesado y arrugado”. Por otro lado, William Ruhlmann consideró la canción como un “cuento corto en una canción” perfectamente realizado con letras “divertidas y atrevidas”. Jason Ankeny, compañero crítico de AllMusic, afirmó que «Raised on Robbery» “ofrece una mirada muy divertida al ambiente depredador de la escena de los bares de solteros”.

## Posicionamiento
| Gráfica (1974)                            | Pico de posición |
| ----------------------------------------- | ---------------- |
| Canadá (RPM Top Singles)                  | 51               |
| Canadá (RPM Pop Music Playlist)           | 27               |
| Estados Unidos (Billboard Hot 100)        | 65               |
| Estados Unidos (Billboard Easy Listening) | 40               |